# Daniel Carr
Daniel Carr (né le 1er novembre 1991 à Sherwood Park dans la province d'Alberta au Canada) est un joueur professionnel canadien de hockey sur glace. Il évolue au poste d'ailier gauche.

## Biographie
Après avoir joué au niveau junior durant trois saisons en Alberta puis en Colombie-Britannique, Carr part faire ses études à Union College en 2010 et joue pour l'équipe de hockey des Dutchmen qui évoluent dans l'ECAC Hockey, division du championnat de la NCAA.
À sa dernière saison, en 2013-2014, il termine meilleur pointeur des Dutchmen avec une récolte de 50 points en 39 matchs et deuxième de l'ECAC. Il mène les Dutchmen en finale du Frozen Four et l'équipe parvient à vaincre les Golden Gophers du Minnesota pour ainsi devenir champions de la NCAA.
Fraîchement diplômé de son université, alors qu'il n'a jamais été repêché par une équipe de la Ligue nationale de hockey, il signe son premier contrat professionnel avec les Canadiens de Montréal pour une durée de deux ans le 24 avril 2014. Il joue sa première saison professionnelle en 2014-2015 dans la Ligue américaine de hockey avec les Bulldogs de Hamilton, club-école des Canadiens, et récolte 39 points en 76 matchs. Avec 24 buts, il mène la LAH à ce niveau chez les recrues.
Le 5 décembre 2015, il joue son premier match dans la LNH avec les Canadiens contre les Hurricanes de la Caroline. À cette occasion, il marque son premier but sur son premier tir lors de sa première présence sur la glace.
Le 1er juillet 2018, les Golden Knights de Vegas lui ont accordé un contrat de 1 an à un volet d'une valeur de 750 000$, après n'avoir reçu aucune offre qualificative de la part des Canadiens.

## Statistiques
| Saison     | Équipe                  | Ligue           |     | Saison régulière | Saison régulière | Saison régulière | Saison régulière | Saison régulière |    | Séries éliminatoires | Séries éliminatoires | Séries éliminatoires | Séries éliminatoires | Séries éliminatoires |
| Saison     | Équipe                  | Ligue           | PJ  | B                | A                | Pts              | Pun              | PJ               | B  | A                    | Pts                  | Pun                  |                      |                      |
| 2007-2008  | Steel de Saint-Albert   | LHJA            | 62  | 16               | 11               | 27               | 36               | 5                | 0  | 0                    | 0                    | 0                    |                      |                      |
| 2008-2009  | Steel de Saint-Albert   | LHJA            | 59  | 27               | 28               | 55               | 81               | 4                | 2  | 2                    | 4                    | 2                    |                      |                      |
| 2009-2010  | Steel de Saint-Albert   | LHJA            | 30  | 24               | 30               | 54               | 15               | -                | -  | -                    | -                    | -                    |                      |                      |
| 2009-2010  | Kings de Powell River   | LHCB            | 22  | 10               | 17               | 27               | 14               | 23               | 15 | 11                   | 26                   | 10                   |                      |                      |
| 2010-2011  | Dutchmen d'Union        | NCAA            | 40  | 20               | 15               | 35               | 28               | -                | -  | -                    | -                    | -                    |                      |                      |
| 2011-2012  | Dutchmen d'Union        | NCAA            | 41  | 20               | 20               | 40               | 30               | -                | -  | -                    | -                    | -                    |                      |                      |
| 2012-2013  | Dutchmen d'Union        | NCAA            | 40  | 16               | 16               | 32               | 26               | -                | -  | -                    | -                    | -                    |                      |                      |
| 2013-2014  | Dutchmen d'Union        | NCAA            | 39  | 22               | 28               | 50               | 28               | -                | -  | -                    | -                    | -                    |                      |                      |
| 2014-2015  | Bulldogs de Hamilton    | LAH             | 76  | 24               | 15               | 39               | 21               | -                | -  | -                    | -                    | -                    |                      |                      |
| 2015-2016  | IceCaps de Saint-Jean   | LAH             | 24  | 10               | 11               | 21               | 10               | -                | -  | -                    | -                    | -                    |                      |                      |
| 2015-2016  | Canadiens de Montréal   | LNH             | 23  | 6                | 3                | 9                | 8                | -                | -  | -                    | -                    | -                    |                      |                      |
| 2016-2017  | Canadiens de Montréal   | LNH             | 33  | 2                | 7                | 9                | 6                | -                | -  | -                    | -                    | -                    |                      |                      |
| 2016-2017  | IceCaps de Saint-Jean   | LAH             | 19  | 6                | 5                | 11               | 2                | -                | -  | -                    | -                    | -                    |                      |                      |
| 2017-2018  | Rocket de Laval         | LAH             | 20  | 11               | 8                | 19               | 14               | -                | -  | -                    | -                    | -                    |                      |                      |
| 2017-2018  | Canadiens de Montréal   | LNH             | 38  | 6                | 10               | 16               | 8                | -                | -  | -                    | -                    | -                    |                      |                      |
| 2018-2019  | Golden Knights de Vegas | LNH             | 6   | 1                | 0                | 1                | 0                | -                | -  | -                    | -                    | -                    |                      |                      |
| 2018-2019  | Wolves de Chicago       | LAH             | 52  | 30               | 41               | 71               | 10               | 15               | 5  | 7                    | 12                   | 0                    |                      |                      |
| 2019-2020  | Predators de Nashville  | LNH             | 11  | 1                | 0                | 1                | 4                | -                | -  | -                    | -                    | -                    |                      |                      |
| 2019-2020  | Admirals de Milwaukee   | LAH             | 47  | 23               | 27               | 50               | 20               | -                | -  | -                    | -                    | -                    |                      |                      |
| 2020-2021  | Capitals de Washington  | LNH             | 6   | 0                | 1                | 1                | 2                | 1                | 0  | 0                    | 0                    | 2                    |                      |                      |
| 2020-2021  | HC Lugano               | National League | 8   | 4                | 4                | 8                | 4                | -                | -  | -                    | -                    | -                    |                      |                      |
| 2021-2022  | HC Lugano               | National League | 29  | 17               | 10               | 27               | 16               | 6                | 1  | 3                    | 4                    | 0                    |                      |                      |
| 2022-2023  | HC Lugano               | National League | 30  | 10               | 4                | 14               | 45               | 8                | 4  | 3                    | 7                    | 6                    |                      |                      |
| 2023-2024  | HC Lugano               | National League | 39  | 17               | 29               | 46               | 63               | 9                | 5  | 3                    | 8                    | 6                    |                      |                      |
| Totaux LNH | Totaux LNH              | Totaux LNH      | 117 | 16               | 21               | 37               | 28               | 1                | 0  | 0                    | 0                    | 2                    |                      |                      |